# Enicmus
Enicmus es un género de escarabajos de la familia Latridiidae. Habita en Europa y Asia. Thomson describió el género en 1859. Contiene las siguientes especies:
- Enicmus africanus Dajoz, 1980
- Enicmus alutaceus Reitter, 1885
- Enicmus amici Lohse, 1981
- Enicmus apicalis Sahlberg, 1926
- Enicmus atriceps Hansen, 1962
- Enicmus brevicornis (Mannerheim, 1844)
- Enicmus callosus Rucker, 1985
- Enicmus dubius Mannerheim, 1844
- Enicmus frater Weise, 1972
- Enicmus fungicola Thomson, 1868
- Enicmus geminatus Rucker, 1981
- Enicmus histrio Joy & Tomlin, 1910
- Enicmus kaszabi Rucker, 1983
- Enicmus kolbei Wanka, 1929
- Enicmus lundbladi Palm, 1956
- Enicmus mannerheimi (Kolenati, 1846)
- Enicmus montanoasiaticus Saluk, 1995
- Enicmus nidicola Palm, 1944
- Enicmus planipennis Strand, 1940
- Enicmus rugosus (Herbst, 1793)
- Enicmus testaceus (Stephens, 1830)
- Enicmus transversithorax Dajoz, 1967
- Enicmus transversus (Olivier, 1790)
- Enicmus ussuricus Saluk, 1992
- Enicmus varendorffi Reitter, 1903